# Chiesa del Carmine (Mogoro)
La chiesa del Carmine è una chiesa del comune di Mogoro, nella provincia di Oristano. Venne edificata all'inizio del XIV secolo, in stile romanico-gotico e divenne in seguito parte di un convento di frati carmelitani.
Costruita in blocchi di arenaria chiara, la chiesa ha un'unica navata con copertura in legno. La facciata presenta un portale romanico architravato, sormontato da un arco a tutto sesto di scarico e da una bifora gotica. Ai due lati della porta d'ingresso vi sono due pilastrini decorati, terminanti con capitelli in stile gotico, dai quali si diramano archetti gotici trilobati che delimitano la fascia inferiore della facciata; gli stessi archetti ornano anche la parte terminale superiore della facciata.
Anche i muri esterni laterali sono decorati dallo stesso motivo di finte colonne e archetti gotici. Nel muro di destra il campanile a vela.

## Galleria d'immagini

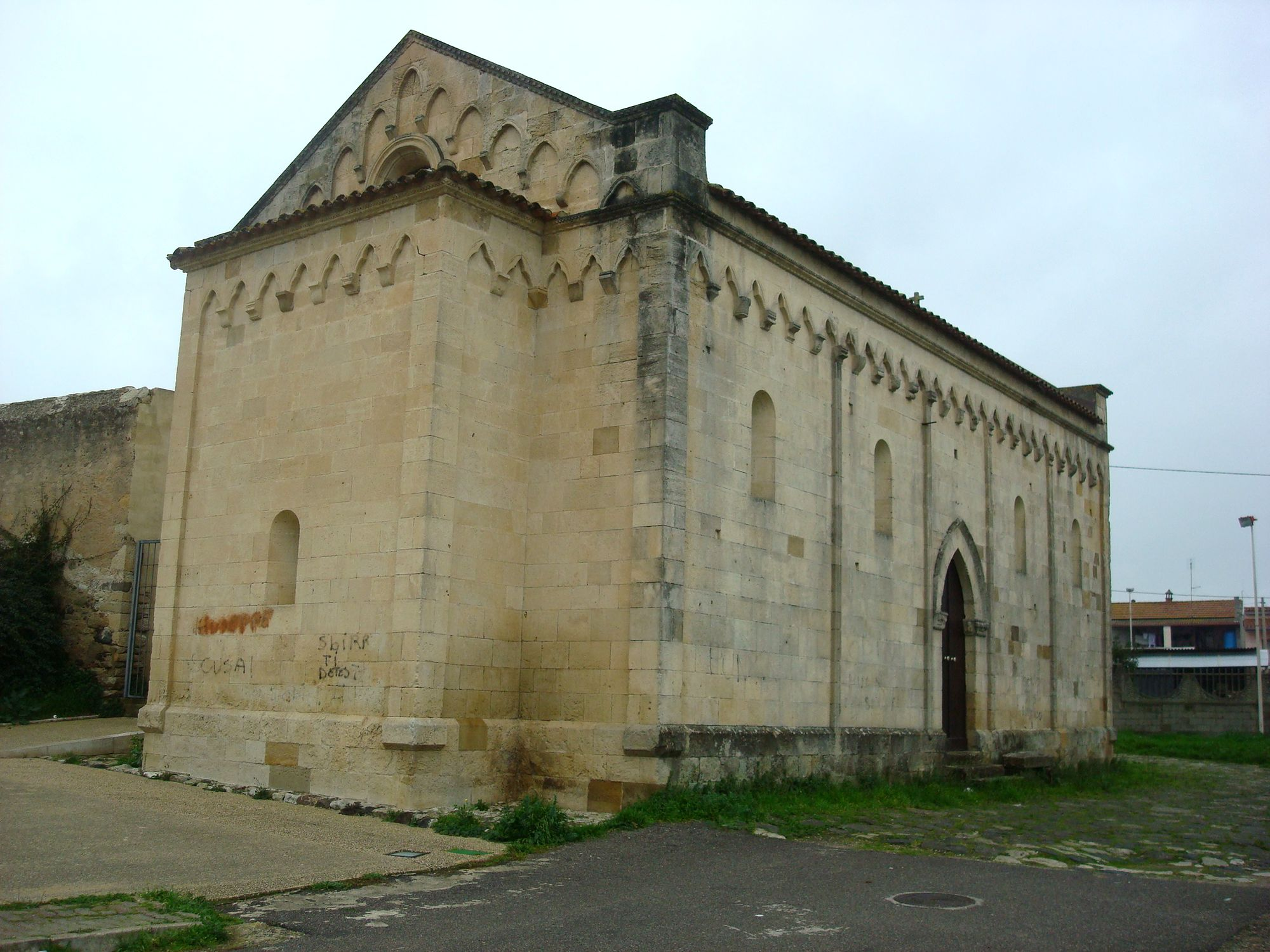
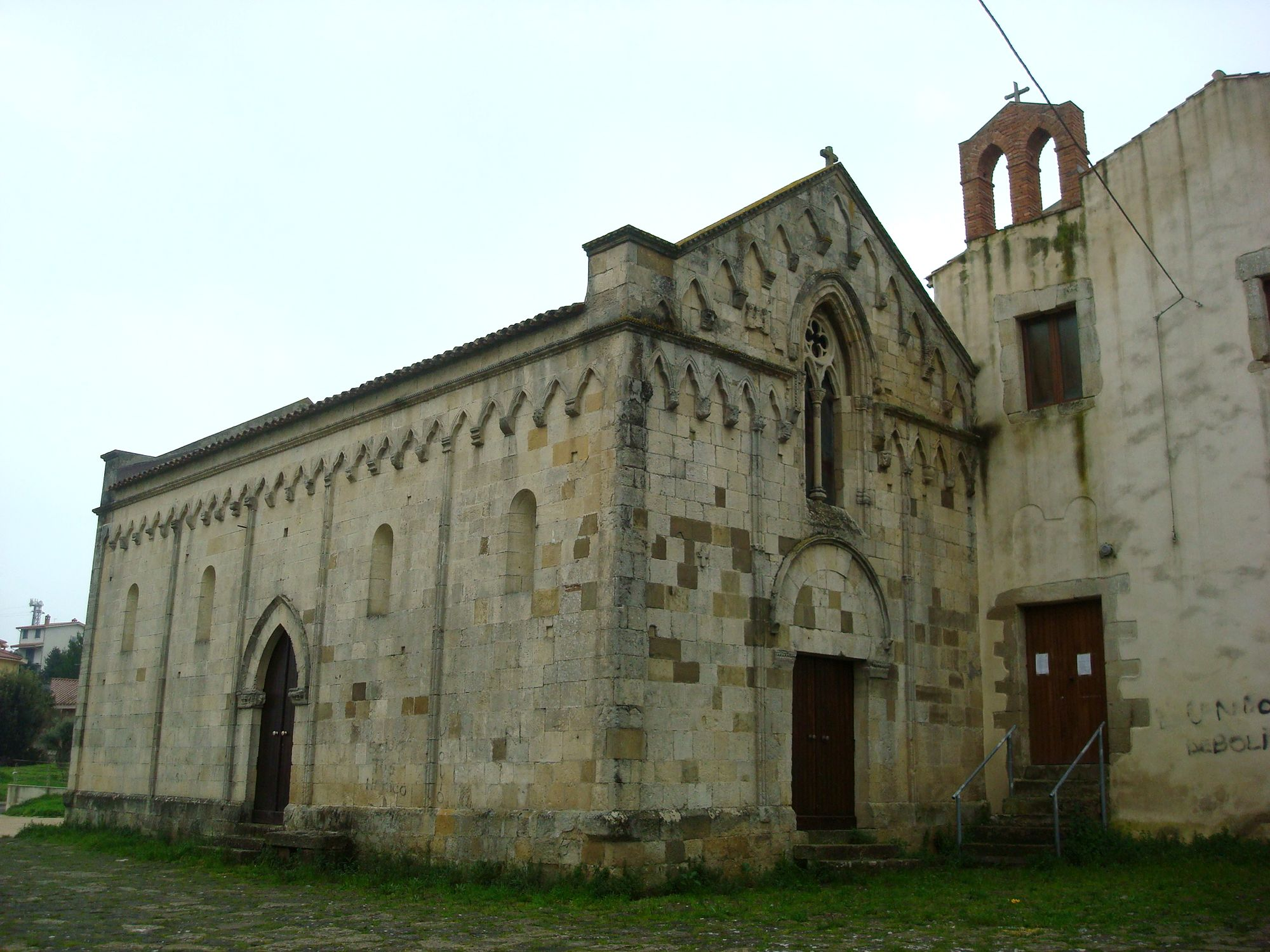